# Chụp cận cảnh

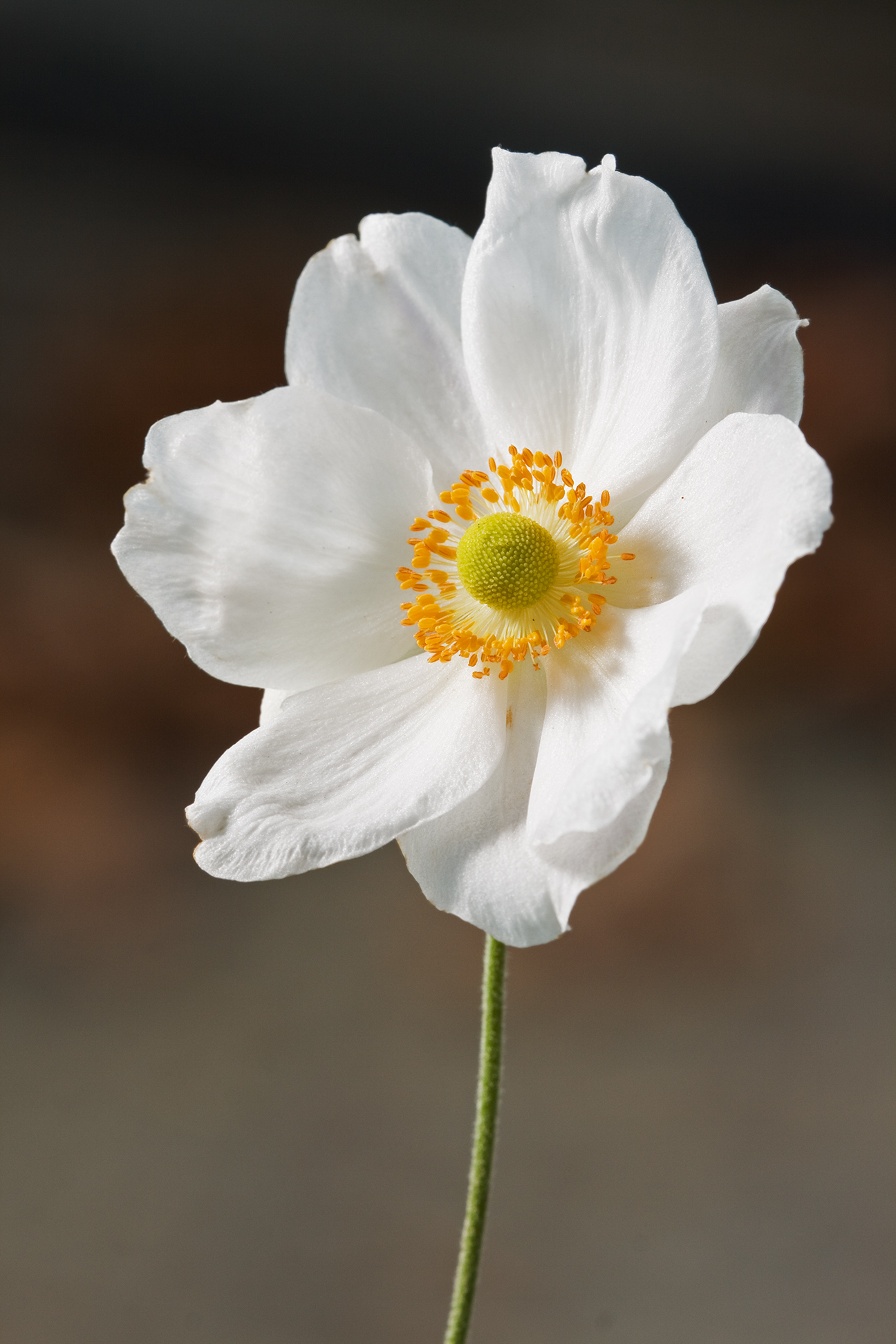
Hoa Anemone Nhật

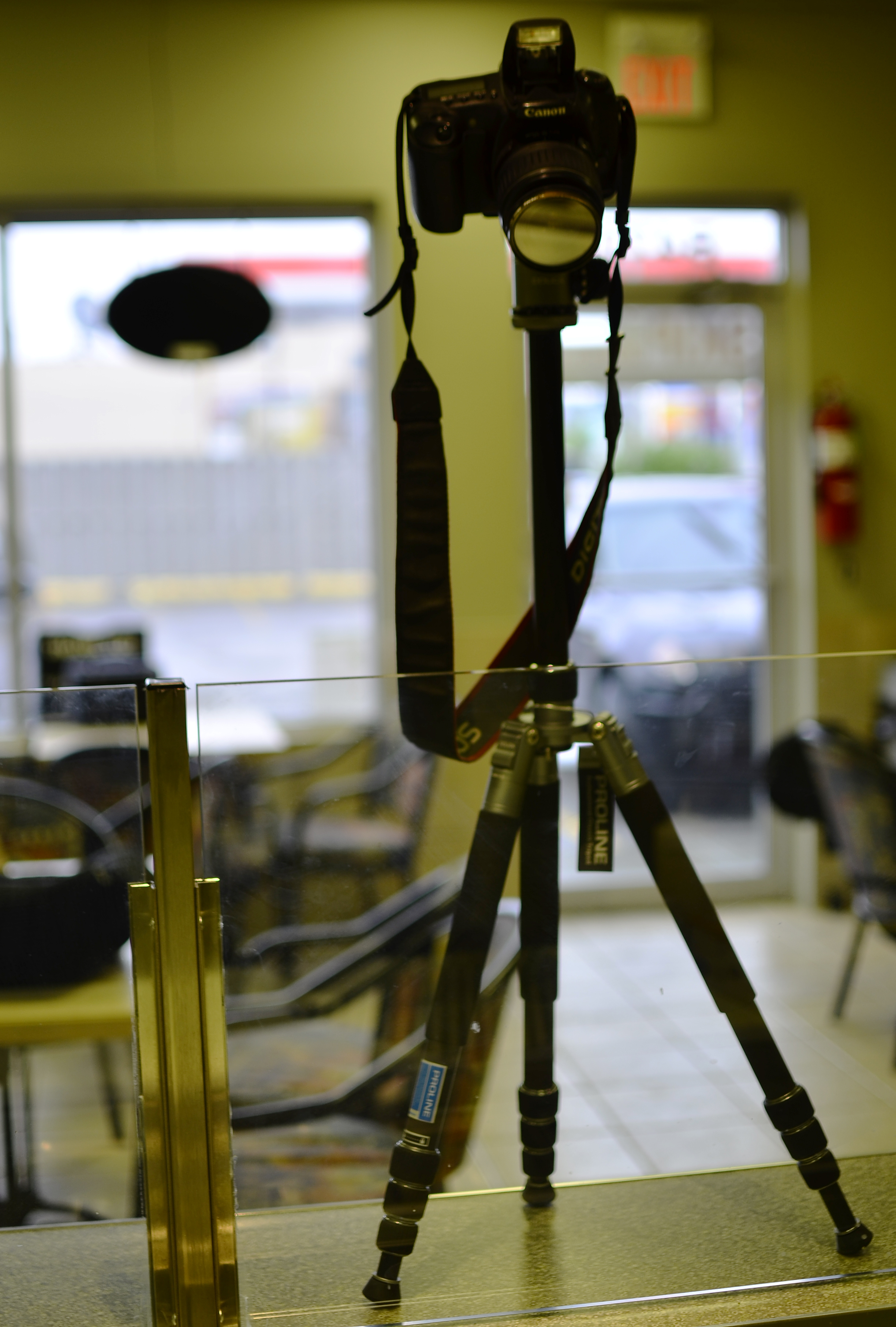
Macro photography

Thuật ngữ Macro (trong nhiếp ảnh) có nguồn gốc từ tiếng Hy Lạp: ακρός — to, lớn. Nếu hiểu theo tiếng Việt thì Macro photography chính là việc chụp cận cảnh. Ảnh Macro thu được từ đối tượng chụp thường có tỉ lệ từ 1:2 (nhỏ hơn đối tượng 2 lần), 1:1 đến 10:1 (lớn hơn đối tượng 10 lần), đôi khi lên đến 20:1.
Đối với việc chụp các chủ thế nhỏ, người ta thường sử dụng khái niệm micrograph hay photomicrograph.
Ngày nay, các hãng máy ảnh lớn như Canon, Nikon v.v. đều sản xuất những ống kính chuyên dụng cho việc chụp Macro như: 
- AF Micro-Nikkor 60mm f/2.8D
- AF Micro-Nikkor 105mm f/2.8D
- AF Micro-Nikkor 200mm f/4D IF-ED
- AF Zoom-Micro Nikkor 70-180mm f/4.5-5.6D ED
- Canon EF 100mm f/2.8 L IS USM Macro Lens
- Canon EF 100mm f/2.8 USM Macro Lens
- Canon EF 180mm f/3.5 L USM Macro Lens
- Sigma 150mm f/2.8 EX DG HSM Macro Lens

v.v.

## Macro và Close-up

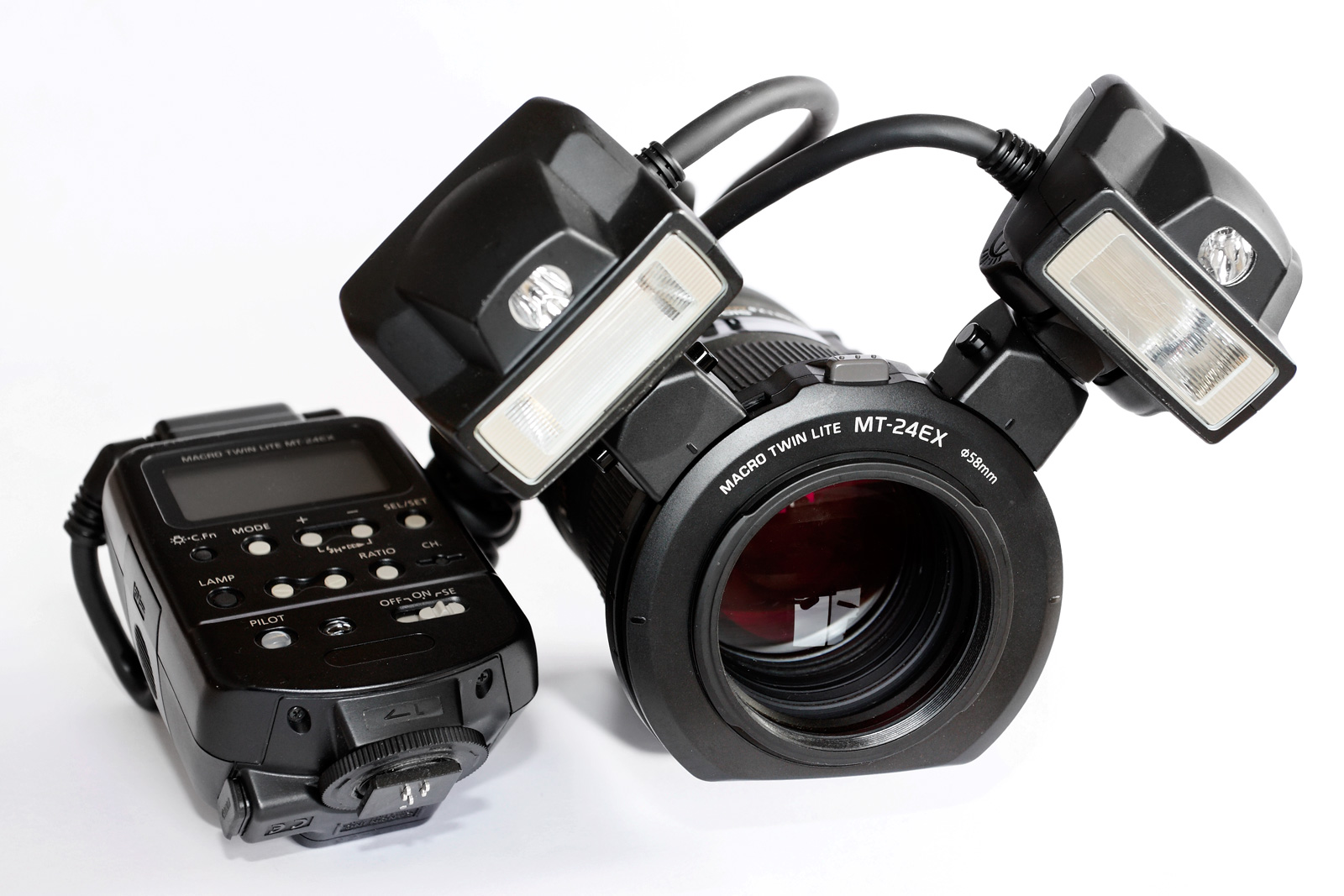
Canon MT 24-EX với Lens Sigma 150mm

Đây là 2 khái niệm gây ra tương đối nhiều nhầm lẫn trong nhiếp ảnh khi cùng đề cập tới khía cạnh là chụp cận cảnh. Ranh giới rõ ràng giữa 2 khái niệm này đôi khi rất mơ hồ nhưng có một số điểm khác biệt giữa Macro photography và Close-up photography như sau:
1. Đa số các hình chụp Macro thường có độ phóng đại nhất định, còn các hình Close-up thì tỉ lệ này là 1:1;
2. Với các máy ảnh kĩ thuật số du lịch thường có 1 chế độ chụp Macro cho phép người chụp ở cự ly rất gần khoảng 2–5 cm.[2] Với các máy SLR thì khoảng cách chụp Macro thường được ghi cụ thể trên từng ống kính (Lens Canon 50 mm f1.8 cho phép khoảng cách chụp gần tối thiểu là 0,45 m hay 1,5 ft; Lens Canon 18-55 mm f3.5-5.6 thì khoảng cách đó vào khoảng 0,25 m hay 0,8 ft). Ngoài ra còn có các ống kính chuyên dụng dành cho Macro. Ngược lại Close-up thì có thể chụp với bất kì ống kính nào khi chụp ở khoảng cách gần, cận cảnh, chỉ bắt lấy đối tượng mà không lấy toàn bộ khung cảnh.
3. Do việc chụp Macro đòi hỏi người chụp phải đưa máy ảnh đến khoảng cách rất gần đối tượng nên người chụp không thể chụp ảnh Macro trong một thời gian dài nếu không có sự hỗ trợ của các thiết bị chuyên dụng. Ảnh Close-up không đòi hỏi việc này.

Tóm lại ảnh Macro sẽ thu được khi chúng ta chụp trong khoảng cách gần hơn rất nhiều so với ảnh Close-up.
Để dễ hình dung hơn, có thể mô tả một số hệ thống quang học (hay có thể hiểu là các cách khác nhau) giúp chụp Macro và Close-up.

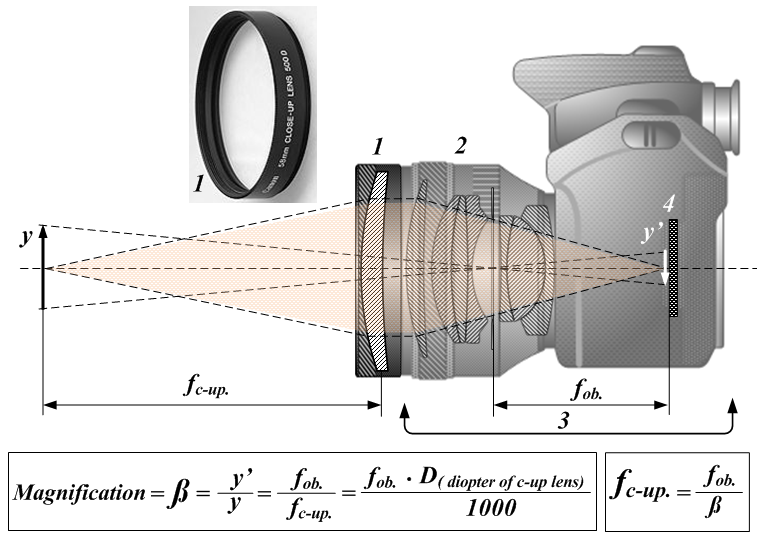
Sơ đồ quang học của close-up, macrophotography.
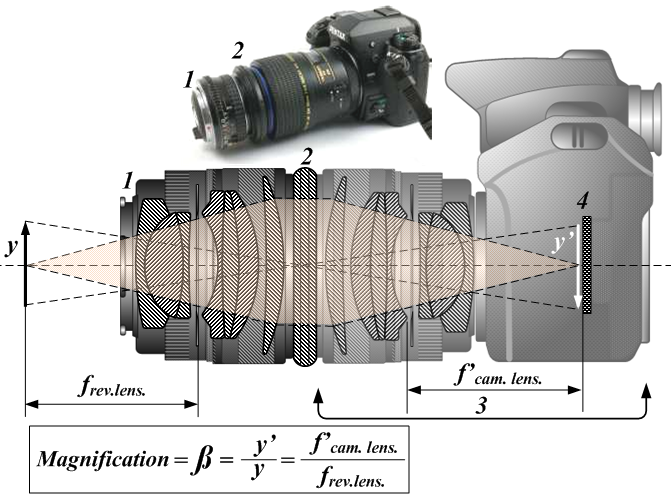
Sơ đồ quang học của macrophotography sử dụng ống Lens đảo ngược.
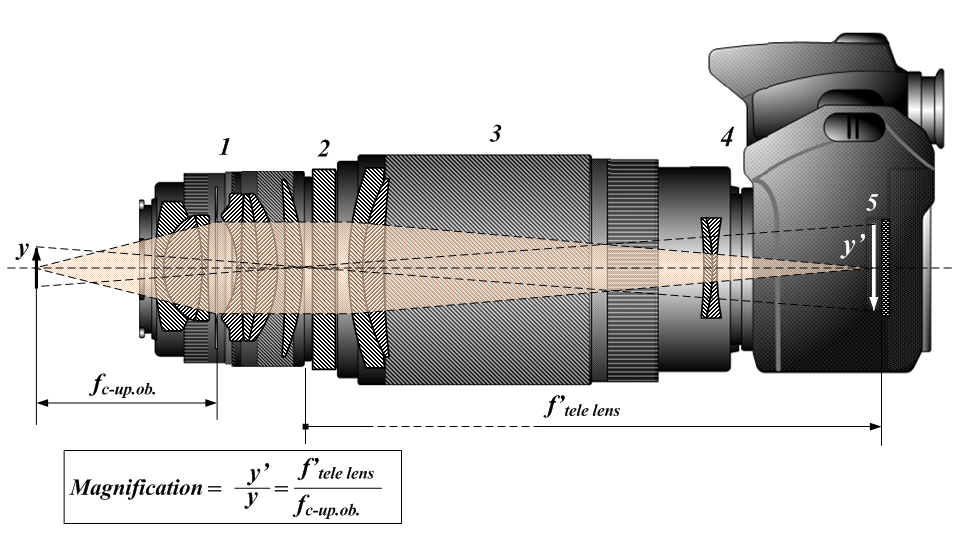
Sơ đồ quang học của macrophotography sử dụng ống Lens đảo ngược và ống Lens tê-lê.
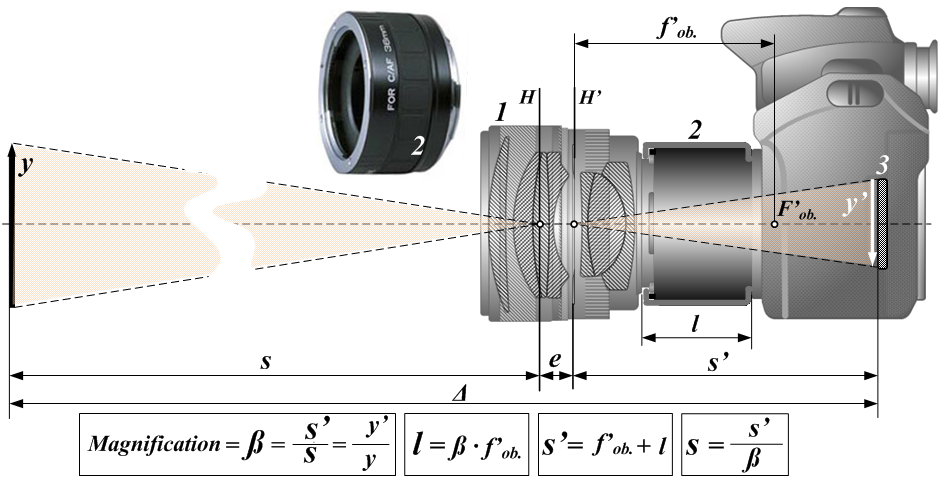
Sơ đồ quang học của macrophotography sử dụng ống khuếch đại.